# 1213 (szám)
Az 1213 (római számmal: MCCXIII) az 1212 és 1214 között található természetes szám.

## A szám a matematikában
A tízes számrendszerbeli 1213-as a kettes számrendszerben 10010110001, a nyolcas számrendszerben 2261, a tizenhatos számrendszerben 4B1 alakban írható fel.
Az 1213 páratlan szám, prímszám. Kanonikus alakja 11291, normálalakban az 1,213 · 103 szorzattal írható fel. Két osztója van a természetes számok halmazán, ezek növekvő sorrendben: 1 és 1213.
Az 1213 negyvennégy szám valódiosztó-összegeként áll elő, ezek közül legkisebb a 4925.

## Csillagászat
- 1213 Algeria kisbolygó